# Sollevamento pesi ai Giochi della XVI Olimpiade - Pesi gallo
La competizione della categoria pesi gallo (fino a 56 kg) di sollevamento pesi ai Giochi della XVI Olimpiade si è svolta il giorno 23 novembre 1956  al Royal Exhibition Building di Melbourne.

## Regolamento
La classifica era ottenuta con la somma delle migliori alzate delle seguenti 3 prove:
- Distensione lenta
- Strappo
- Slancio

Su ogni prova ogni concorrente aveva diritto a tre alzate.

## Risultati
| Pos.    | Atleta             | Nazione           | Peso Atleta | Totale | Distensione lenta | Distensione lenta | Distensione lenta | Strappo | Strappo | Strappo | Slancio | Slancio | Slancio |
| Pos.    | Atleta             | Nazione           | Peso Atleta | Totale | 1                 | 2                 | 3                 | 1       | 2       | 3       | 1       | 2       | 3       |
| ------- | ------------------ | ----------------- | ----------- | ------ | ----------------- | ----------------- | ----------------- | ------- | ------- | ------- | ------- | ------- | ------- |
| Oro     | Charles Vinci      | Stati Uniti       | 56,0        | 342,5  | 100,0             | 105,0             | 105,0             | 100,0   | 105,0   | 107,5   | 127,5   | 132,5   | 135,0   |
| Argento | Vladimir Stogov    | Unione Sovietica  | 56,0        | 337,5  | 100,0             | 105,0             | 107,5             | 97,5    | 102,5   | 105,0   | 127,5   | 132,5   | 132,5   |
| Bronzo  | Mahmoud Namdjou    | Iran              | 56,0        | 332,5  | 95,0              | 100,0             | 105,0             | 95,0    | 100,0   | 102,5   | 125,0   | 130,0   | 130,0   |
| 4       | Yu In-Ho           | Corea del Sud     | 55,7        | 320,0  | 82,5              | 87,5              | 90,0              | 90,0    | 95,0    | 95,0    | 130,0   | 135,0   | 140,0   |
| 5       | Kim Hae-Nam        | Corea del Sud     | 55,7        | 307,5  | 85,0              | 90,0              | 90,0              | 95,0    | 100,0   | 100,0   | 120,0   | 125,0   | 127,5   |
| 6       | Yoshio Nanbu       | Giappone          | 55,6        | 305,0  | 82,5              | 82,5              | 87,5              | 90,0    | 95,0    | 97,5    | 115,0   | 120,0   | 125,0   |
| 7       | Reg Gaffley        | Sudafrica         | 56,0        | 305,0  | 85,0              | 92,5              | 97,5              | 85,0    | 90,0    | 92,5    | 110,0   | 117,5   | 122,5   |
| 8       | Yukio Furuyama     | Giappone          | 55,8        | 302,5  | 85,0              | 90,0              | 92,5              | 87,5    | 92,5    | 92,5    | 115,0   | 120,0   | 125,0   |
| 9       | Song Re-Nado       | Taiwan            | 55,1        | 287,5  | 85,0              | 85,0              | 90,0              | 77,5    | 82,5    | 85,0    | 105,0   | 112,5   | 117,5   |
| 10      | Gaston Gaffney     | Sudafrica         | 55,7        | 285,0  | 82,5              | 87,5              | 92,5              | 80,0    | 85,0    | 87,5    | 112,5   | 117,5   | 117,5   |
| 11      | Aw Chu Kee         | Birmania          | 56,0        | 275,0  | 85,0              | 85,0              | 85,0              | 80,0    | 85,0    | 85,0    | 110,0   | 110,0   | 115,0   |
| 12      | Valli Asari Mookan | India             | 55,0        | 272,5  | 72,5              | 80,0              | 82,5              | 75,0    | 80,0    | 85,0    | 107,5   | 112,5   | 112,5   |
| 13      | Michael Swain      | Guyana britannica | 55,5        | 272,5  | 75,0              | 80,0              | 82,5              | 82,5    | 87,5    | 87,5    | 110,0   | 115,0   | 115,0   |
| 13      | Charles Henderson  | Australia         | 55,5        | 272,5  | 72,5              | 77,5              | 77,5              | 85,0    | 90,0    | 90,0    | 105,0   | 110,0   | 115,0   |
| -       | Habib Rahman       | Pakistan          | 55,7        | 177,5  | 75,0              | 80,0              | 82,5              | 72,5    | 72,5    | 75,0    | 90,0    | 95,0    | 97,5    |
| -       | Pedro Landero      | Filippine         | 55,7        | 0,0    | 95,0              | 95,0              | 95,0              |         |         |         |         |         |         |